# Aprobación a pie de máquina (impresión)

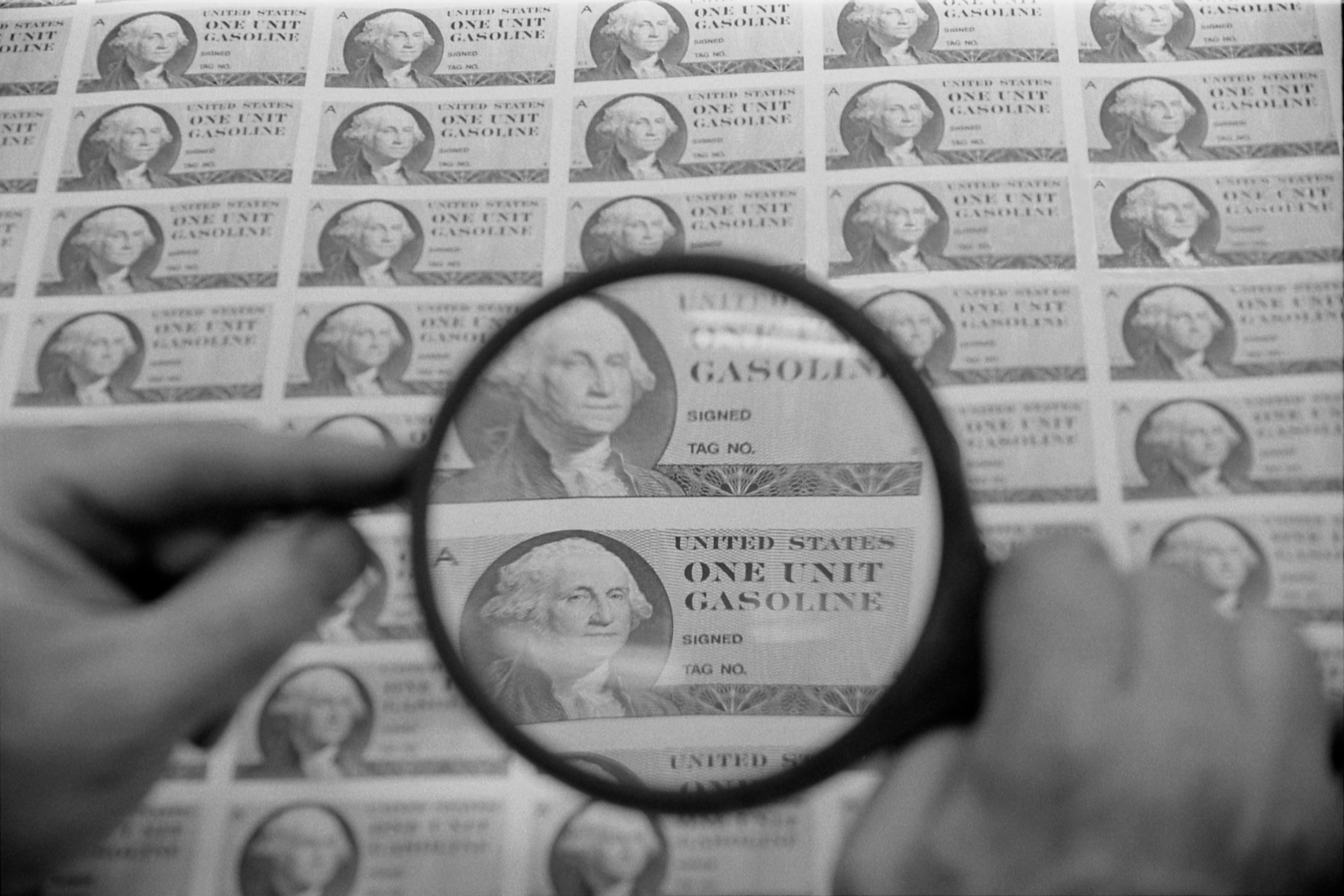
Cupones de gasolina siendo inspeccionados en la Oficina de Grabado e Impresión de los Estados Unidos, en Washington D. C.

La aprobación a pie de máquina, conocida también como un visto bueno, es un paso en el proceso de impresión, llevado a cabo después de configurar una prensa de impresión pero antes de que inicie la corrida, con la finalidad de verificar las condiciones ideales de dicha prensa y la autorización de la producción. 

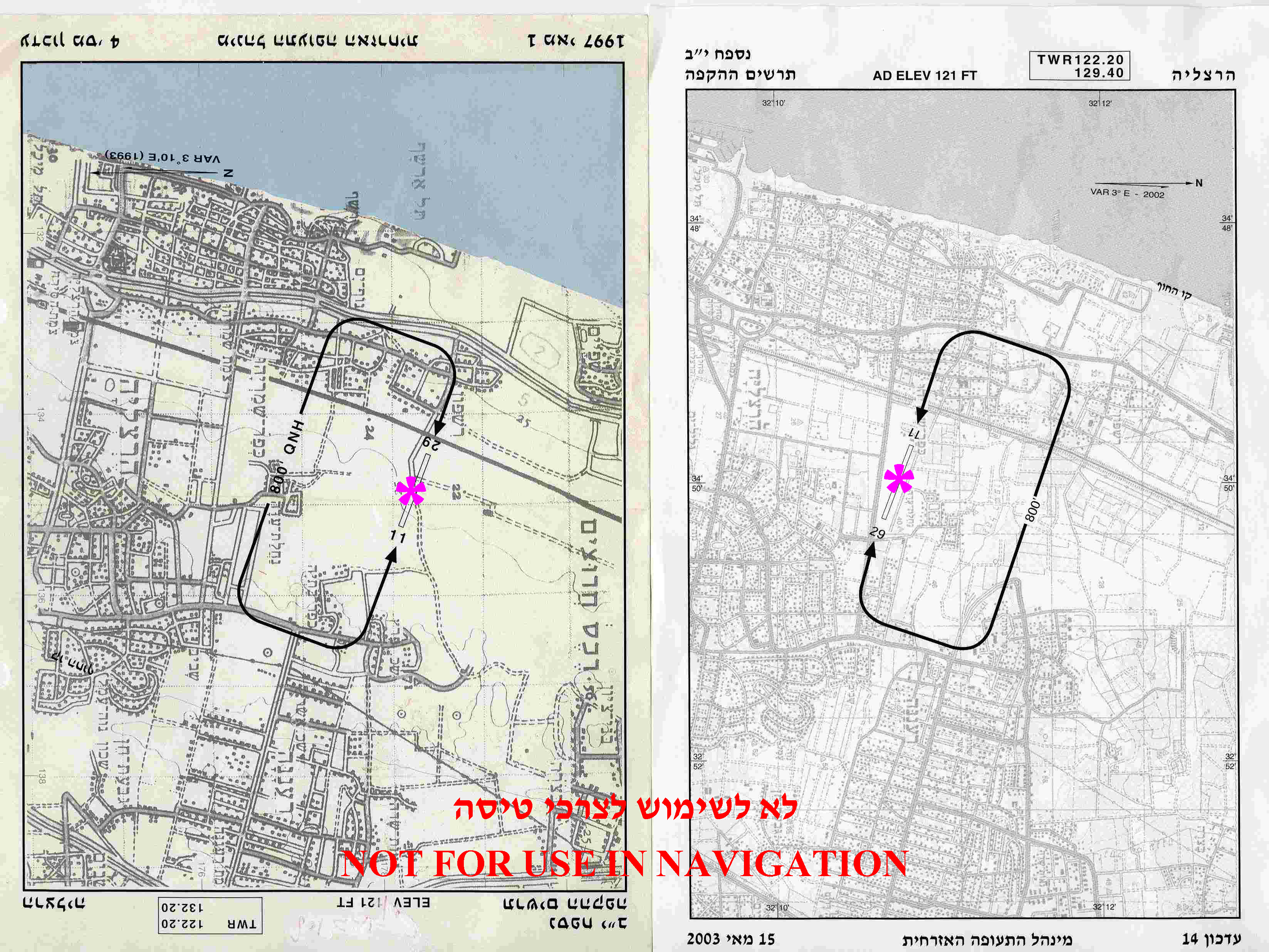
La ubicación de la pista del aeropuerto de Herzliya (Israel) y el gráfico de patrón de tráfico (izquierda) se imprimieron erróneamente como resultado de un giro incorrecto de 180° de la "capa negra". El gráfico correcto está a la derecha.

Si bien los posibles errores deberían haberse corregido durante las etapas de prueba de color y revisión de texto, el objetivo principal de aprobación es asegurarse de que el color en la prensa esté lo más cerca posible de la prueba de contrato. Las pruebas de color son guías valiosas, pero debido a las diferencias inherentes entre las técnicas de impresión de la prueba y la prensa, la hoja impresa coincidirá con las pruebas con diversos grados de exactitud, a menos que la producción tanto de la prueba como del material impreso sigan un adecuado plan de manejo de color. 
Las áreas que comúnmente se evalúan en una aprobación de arranque de impresión son:
- Tipo de sustrato (comprobación del color, peso o textura acordados).
- Contenido (comprobación de fuentes faltantes, que no se hayan perdido elementos gráficos, y el texto esté correcto).
- Balance de color general a lo largo de la hoja, sin desviaciones, comprobando valores de color de acuerdo a guías de marca o librerías como la Pantone mediante equipos de medición de espectometría de acuerdo a estándares de calidad internacionales como las normas ISO 12647[4] y 13655.[5]
- Tonos de piel.
- Registro (revisión de nitidez, traslape de colores, bordes de imágenes).
- Defectos físicos (como arañazos, problemas con la transferencia o secado de la tinta, manchas o problemas de pantalla).

Es frecuente que, debido a limitaciones de impresión, se tenga que dar prioridad a lograr la reproducción de ciertos elementos o colores en detrimento de otros, siguiendo una jerarquía definida por el cliente; por ejemplo, dar preferencia a saturar la tinta Magenta para lograr un tono rojo corporativo, aun y cuando los tonos de piel en las imágenes pueden resultar afectados dentro de determinada tolerancia.

## Aprobación Post-prensa
Si bien algunos trabajos de impresión se entregan tal como fueron impresos, otros no se completan hasta que pasan por un proceso de "terminado" o "acabado". Esto incluye varios tipos de acabado como corte, estampado, barnizado, laminado, troquelado, marcado, plegado y encuadernado. Una aprobación post-prensa puede incluir: 
- Relieve: revisión de defectos en bordes, orificios, rupturas y "halos" (sombras alrededor del relieve).
- Estampado metalizado: los defectos que deben evitarse son bordes degradados, cambios de tono, rasguños, y pelado del material.
- Troquelado: que el corte haya sido limpio y en la posición correcta.
- Plegado y Encuadernación: antes de doblar o encuadernar las hojas impresas, es común realizar y revisar un prototipo de la pieza terminada, en el que se verifican el orden de las páginas y la alineación.[6]

## Otras lecturas
- International Paper (2007).  Frank Romano, ed. Pocket Pal - Graphics Arts Production Handbook (en inglés). Memphis, TN USA: International Paper Company. ISBN 0977271617. (enlace roto disponible en Internet Archive; véase el historial, la primera versión y la última).

- Datos: Q7241636